# Liste der Kulturgüter in Vuadens
Die Liste der Kulturgüter in Vuadens enthält alle Objekte in der Gemeinde Vuadens im Kanton Freiburg, die gemäss der Haager Konvention zum Schutz von Kulturgut bei bewaffneten Konflikten, dem Bundesgesetz vom 20. Juni 2014 über den Schutz der Kulturgüter bei bewaffneten Konflikten sowie der Verordnung vom 29. Oktober 2014 über den Schutz der Kulturgüter bei bewaffneten Konflikten unter Schutz stehen.
Objekte der Kategorie A sind im Gemeindegebiet nicht ausgewiesen, Objekte der Kategorie B sind vollständig in der Liste enthalten, Objekte der Kategorie C fehlen zurzeit (Stand: 1. Januar 2023).

## Kulturgüter
| Foto |                                                                          | Objekt                                                                    | Kat. | Typ | Standort                                  | Beschreibung |
| ---- | ------------------------------------------------------------------------ | ------------------------------------------------------------------------- | ---- | --- | ----------------------------------------- | ------------ |
| BW   | Datei hochladen · Wikidata zu Bauernhaus (Q29699095)                     | Bauernhaus / Ferme KGS-Nr.: 13350                                         | B    | G   | Route de l’Adrey 84 567334 / 162306       |              |
| BW   | Datei hochladen · Wikidata zu Bauernhaus von Jean Dupasquier (Q29699110) | Bauernhaus von Jean Dupasquier / Ferme de Jean Dupasquier KGS-Nr.: 13351  | B    | G   | Route des Colombettes 103 568033 / 162774 |              |
| BW   | Datei hochladen · Wikidata zu Bauernhaus Moret (Q29699125)               | Bauernhaus Moret / Ferme Moret KGS-Nr.: 13352                             | B    | G   | Route des Colombettes 94 568040 / 162832  |              |
| BW   | Datei hochladen · Wikidata zu Herrenhaus Gruyère-Aigremont (Q29699142)   | Herrenhaus Gruyère-Aigremont / Manoir de Gruyère-Aigremont KGS-Nr.: 13353 | B    | G   | Route des Colombettes 92 568064 / 162833  |              |